# Base Naval de San Diego
La Base Naval de San Diego (en inglés: Naval Base San Diego) es la segunda mayor base de buques de superficie de la Armada de los Estados Unidos y está situada en San Diego (California). Esta base naval es el principal puerto base de la Flota del Pacífico de los Estados Unidos, compuesta por más de 50 buques y más de 150 mandos arrendatarios. La base consta de 13 muelles que se extienden sobre 650 hectáreas de tierra y 132 hectáreas de agua. La población total de la base supera los 24000 militares y los 10000 civiles.

## Buques con base en este puerto
(Con fecha de septiembre de 2020)

### Buques anfibios de asalto
- USS Essex (LHD-2)
- USS Boxer (LHD-4)
- USS Tripoli (LHA-7)
- USS Makin Island (LHD-8)
- USS San Diego (LPD-22)
- USS Anchorage (LPD-23)
- USS Somerset (LPD-25)
- USS John P. Murtha (LPD-26)
- USS Portland (LPD-27)
- USS Comstock (LSD-45)
- USS Harpers Ferry (LSD-49)
- USS Pearl Harbor (LSD-52)

### Cruceros
- USS Bunker Hill (CG-52)
- USS Mobile Bay (CG-53)
- USS Lake Champlain (CG-57)
- USS Princeton (CG-59)
- USS Cowpens (CG-63)
- USS Chosin (CG-65)
- USS Lake Erie (CG-70)
- USS Cape St. George (CG-71)

### Destructores
- USS Russell (DDG-59)
- USS Paul Hamilton (DDG-60)
- USS Fitzgerald (DDG-62)
- USS Stethem (DDG-63)
- USS Decatur (DDG-73)
- USS O'Kane (DDG-77)
- USS Shoup (DDG-86)
- USS Preble (DDG-88)
- USS Pinckney (DDG-91)
- USS Sterett (DDG-104)
- USS Stockdale (DDG-106)
- USS Spruance (DDG-111)
- USS John Finn (DDG-113)
- USS Zumwalt (DDG-1000)
- USS Michael Monsoor (DDG-1001)

### Buques de combate litoral
- USS Freedom (LCS-1)
- USS Fort Worth (LCS-3)
- USS Coronado (LCS-4)
- USS Jackson (LCS-6)
- USS Montgomery (LCS-8)
- USS Gabrielle Giffords (LCS-10)
- USS Omaha (LCS-12)
- USS Manchester (LCS-14)
- USS Tulsa (LCS-16)
- USS Charleston (LCS-18)
- USS Cincinnati (LCS-20)
- USS Kansas City (LCS-22)
- USS Oakland (LCS-24)
- USS Mobile (LCS-26)

### Buques de suministro y apoyo
- USNS Bob Hope (T-AKR-300)
- USNS Mercy (T-AH-19)
- USNS Henry J. Kaiser (T-AO-187)
- USNS Yukon (T-AO-202)
- SS Curtiss (T-AVB-4)